# Degranulace
Degranulace je proces, při kterém dochází k fúzi cytoplasmatických granulí s cytoplazmatickou membránou. Granule jsou membránové váčky, obsahující prozánětlivé a antimikrobiální látky. Při jejich degranulaci dochází k vylití těchto látek do extracelulárního prostoru, což způsobí rychlou reakci organismu.
Tento proces je využíván některými imunitními buňkami k likvidaci patogenu, například granulocyty (neutrofily, eosinofily, bazofily), žírnými buňkami, NK buňkami a cytotoxickými T lymfocyty.
Kromě přirozených fyziologických funkcí, může degranulace zapříčinit i poškození vlastní tkáně. Žírné buňky a eozinofily jsou efektorovými buňkami alergií. Jejich degranulace vede k uvolnění prozánětlivých látek, především histaminu, leukotrienů a prozánětlivých cytokinů, což vede k alergické reakci. Degranulace neutrofilů je příčinou respiračních onemocnění a astmatických epizod.

## Mechanismus degranulace
Poté, co buňka přijme signál spouštějící degranulaci, jsou granuly transportovány k plasmatické membráně pomocí polymerizace mikrotubulů. Pokud je tato polymerizace inhibována, degranulace je zastavena. Následně dochází ke splynutí těchto granulí s cytoplasmatickou membránou a tím uvolnění látek v nich obsažených. Tyto látky působí cytolyticky, antimikrobiálně a cytotoxicky a vedou k destrukci patogenu. Před samotnou fúzí membrán nejspíše dochází k tethering granulí na membránu, tedy vazbě membrány granulí a cílové membrány pomocí SNARE a SNAP proteinů.
K uvolnění mediátorů uložených v granulích dochází ve velkých množstvích. Po stimulaci se může uvolnit až 100% látek obsažených v granulích během jedné události, na rozdíl od kupříkladu nervové synapse, kdy se exocytózou z váčků opakovaně uvolňuje menší množství látek. Význam degranulace je v okamžitém biologickém efektu, protože mediátory jsou už syntetizované a odezva po přijetí signálu je tedy rychlá.

## Složení granulí
Granule obsahují velkou škálu baktericidních a hydrolytických látek a jejich složení se liší v závislosti na buněčném typu 
Látky často se vyskytující v granulích jsou například:
- Histamin – stah hladkého svalu, vazodilatace, zvýšená průchodnost cév, stimulace nervů [7]
- Proteázy – např. tryptáza a chymáza – štěpí povrchové a extracelulární molekuly, což vede k destrukci patogenu, ale i vlastní tkáně, dále regulují aktivaci zánětu štěpením pro a protizánětlivých látek [7]
- Proteoglykany: např. heparin a chondroitin sulfát – tvoří stabilní komplexy s jinými mediátory, čímž usnadňují jejich ukládání a transport [7]
- Lipidové mediátory[7]
- Prozánětlivé cytokiny – například TNF-α [7]
- Perforiny a granzymy – jsou využívány Cytotoxickými CD8+ T lymfocyty a NK buňkami, jejich degranulace způsobí lyzi buněk [6]